# V774104
A V774104 egy kisbolygó, egyben törpebolygó jelölt egy Neptunuszon túli objektum, mely 103 CsE távolságban van a Naptól, így ez a Naprendszer jelenleg ismert legtávolabbi objektuma. Az égitestet 2015 novemberében fedezték fel.

## Felfedezése
A felfedezést az amerikai csillagászok társaságának washingtoni éves tanácskozásán jelentették be. A felfedezés a Carnegie Institutiont képviselő Scott Sheppard és a hawaii Gemini Csillagvizsgálóból Chad Trujillo vezette csapat nevéhez fűződik, akiknek a szakterülete a Naprendszer külső objektumainak a detektálása. A felfedezéshez a Subaru távcsövet használták.
Az égitestről nem tudni sokat, mérete a becslések szerint a Pluto átmérőjének a fele lehet, a keringési pályáját még nem állapították meg 2015 novemberéig.